# ريبيكا بيل
ريبيكا بيل (بالإنجليزية: Rebecca Bell)‏ هي مربية أمريكية، ولدت في 1953 في الولايات المتحدة.